# Пекло (фильм, 2007)
«Пекло» (англ. Sunshine) — научно-фантастический триллер Дэнни Бойла, вышедший на экраны в марте 2007 года. Фильм был снят всего за три месяца в 2005 году, хотя перед этим Бойл и сценарист Алекс Гарленд больше года работали над сценарием и ещё год фильм находился в состоянии подготовки, а после съёмок ещё год ушёл на монтаж фильма.

## Сюжет
Действие фильма происходит в 2057 году. Уже долгие годы Солнце угасает, Земля скована льдом, и последней надеждой на возрождение является миссия космического корабля «Икар-II», о полёте которого и повествует фильм. С момента старта с Земли прошло 16 месяцев. Корабль приближается к Солнцу, закрытый от его смертоносных лучей огромным зеркальным щитом. Задача команды состоит в том, чтобы, подойдя к светилу, запустить в него гигантскую бомбу и, благодаря взрыву, вернуть его к жизни.
Подойдя к Меркурию, пилоты неожиданно получают сигнал бедствия с корабля «Икар-I», который был запущен семь лет назад с аналогичной миссией, однако уже давно считался погибшим. Команда находится в смятении, стоит ли идти на помощь, когда от успеха их миссии зависит судьба человечества. Однако на совете команда приходит к решению, что спасательная операция не помешает самой экспедиции: на «Икаре-I» имеется ещё одна бомба, что удвоит шансы на успех миссии. При изменении курса корабля навигатор совершает ошибку, и повреждается защитный щит. При попытке его починить происходит авария, в результате которой выгорает оранжерея — основной источник кислорода. Экипажу приходится вновь развернуть щит к Солнцу, чтобы появилась возможность потушить пожар. В результате командир Кенейда сгорает на щите, успев всё же его починить. У команды не остаётся выбора, кроме как идти на стыковку с «Икаром-I» в надежде, что кислорода им там хватит.
Корабли успешно стыкуются, на «Икаре-I» обнаруживаются бурно разросшийся за семь лет сад и исправная бомба, однако выясняется, что корабль не может лететь (уничтожена установка управления), и изменение курса было серьёзной ошибкой. Космонавты не находят на борту ни одного живого члена экипажа, только останки нескольких тел, превратившихся в пепел, и делают вывод, что команда корабля совершила самоубийство в смотровой комнате с отключёнными светофильтрами. Там же исследовательская группа обнаруживает странную запись, сделанную капитаном «Икара-I» Пинбейкером: в ней он призывает людей смириться со своей судьбой и не пытаться спасти человечество.
Внезапно разрушается стыковочный узел «Икара-I», и исследовательская группа вынуждена произвести эвакуацию. Сёрл, командный психолог, жертвует собой и остаётся, чтобы вручную открыть шлюз. Два других члена экипажа обматываются теплоизоляцией со стенок стыковочного отсека корабля и охватывают с обеих сторон единственный скафандр с третьим членом экипажа, физиком Кейпой. При попытке попасть на «Икар-II» в стыковочный узел попадают только двое, третий, связист Харви, улетает в открытый космос и моментально замерзает, рассыпаясь на хрупкие кристаллы. Спустя пару минут его тело уничтожает солнечный ветер. Оставшийся на «Икаре-I» Сёрл идёт в зал наблюдений, где были останки тел предыдущего экипажа, и сгорает заживо, как только «Икар-II» отлетает и перестаёт преграждать «Икар-I» от Солнца своим термозонтиком.
На новом совете команда приходит к единому мнению, что навигатор Трей умышленно повредил стыковочный модуль; он же косвенно виноват в гибели капитана Кенейды, который погиб, выполняя ремонт панелей, повреждённых в результате ошибочных действий Трея. На совете команда принимает решение убить Трея, так как запасов воздуха не хватает для продолжения миссии. Механик корабля Мэйс, который должен был исполнить приговор, находит Трея мёртвым, с перерезанными венами. В это время Кейпа обнаруживает, что на корабле находятся не четыре, а пять живых людей, среди них один неизвестный. Кейпа устанавливает местонахождение неизвестного и направляется туда. В залитом светом Солнца зале наблюдений он находит Пинбейкера с обгоревшей кожей, и вспомнив его на записи, приветствует его. Неожиданно Пинбейкер наносит Кейпе несколько ударов скальпелем, пытаясь убить его. Однако Кейпе удаётся бежать и запереться в шлюзовом помещении, но Пинбейкер блокирует дверь снаружи. С этого момента становится ясно, что именно оставшийся в живых Пинбейкер уничтожил экипаж «Икара-I» и виновен в аварийной отстыковке узла «Икара-I» и «Икара-II».
Пока Кейпа находится в заточении, Пинбейкер убивает ботаника Корасон и начинает охоту на Кэсси, пилота корабля. Кейпа находит возможность связаться с Мейсом и рассказать ему, что произошло. Мейс пытается восстановить компьютер корабля после вредительских действий Пинбейкера. Жертвуя собой, Мейс раз за разом ныряет в криогенную жидкость компьютера, чтобы его починить. Достигнув успеха и теряя сознание от холода, он пытается выбраться обратно на палубу, но его ногу придавливает один из процессоров компьютера, и он замерзает насмерть. Неожиданное включение света помогает Кэсси нанести Пинбейкеру серьёзное ранение.
Кейпа в скафандре взламывает дверь шлюза, вызывая декомпрессию почти по всему кораблю, пробирается в командную рубку, где отстыковывает от возвращаемого корабля модуль с бомбой и включает таймер его запуска к Солнцу. По пути он обнаруживает Мейса, превратившегося в ледяную статую. Сам он перебирается на модуль с бомбой и обнаруживает там Кэсси и оставшегося в живых Пинбейкера.
Отстыкованный и неуправляемый «Икар-II», повреждённый двигателями модуля с бомбой, выйдя из-за защитного экрана, сгорает под лучами Солнца. Сам модуль стремительно приближается к Солнцу и проникает в его верхние слои. 
Пинбейкер нападает на Кейпу, но Кэсси вцепляется ему в руку, сдирая с него кожу, и Пинбейкер бросает Кейпу.
Модуль переживает серьезные толчки, что позволяет Кейпе пробраться к бомбе и включить механизм уничтожения. Бомба активируется, при этом из-за невероятной скорости движения модуля происходит искажение пространства и времени, и Кейпа в последние мгновения своей жизни во всех деталях видит создание звезды и поверхность Солнца прямо перед собой.
Последняя сцена фильма показывает Землю и сестру Кейпы, которая просматривает его последнее сообщение с корабля. Она гуляет с детьми по тёмным и заснеженным окрестностям Сиднея. Вдруг солнечный свет становится сильнее и заливает земную поверхность. Это означает, что миссия «Икара-II» была успешно выполнена.

## В ролях
| Актёр          | Роль                         |
| -------------- | ---------------------------- |
| Киллиан Мёрфи  | физик Роберт Кейпа           |
| Крис Эванс     | компьютерный специалист Мэйс |
| Роуз Бирн      | пилот Кэсси                  |
| Мишель Йео     | ботаник Корасон              |
| Бенедикт Вонг  | навигатор Трей               |
| Трой Гэрити    | связист Харви                |
| Клифф Кёртис   | психолог Сёрл                |
| Хироюки Санада | капитан «Икара-II» Кенейда   |
| Марк Стронг    | капитан «Икара-I» Пинбейкер  |

Герои фильма, кроме Харви и Пинбейкера, слева направо: Мэйс, Кенейда, Сёрл, Корасон, Трей, Кэсси и Кейпа

Мишель Йео сама выбрала себе роль Корасон — на пробах она до того произвела впечатление на Дэнни Бойла, что он предложил ей самой выбрать себе любого персонажа, независимо от его пола (пообещав, что в таком случае сменит пол персонажа с мужского на женский). Все актёры, сыгравшие команду «Икар-II», какое-то время жили вместе, чтобы в кадре выглядеть по-настоящему сплочённой командой.

## Награды
- Премия британского независимого кино за лучшее техническое решение 2008[англ.][4].